# 查理 Progress Reports
《查理 Progress Reports》是臺灣創作歌手謝震廷的首張音樂專輯，於2016年1月8日透過十全娛樂發行，主打曲為〈燈光〉。專輯歷時三年製作，概念取自科幻小說《獻給阿爾吉儂的花束》，謝震廷稱《查理》像是他的成長日記。歌曲編曲有別於先前以民謠吉他為主的風格，還揉和了電子舞曲與搖滾等。
歌曲的編曲獲樂評人的好評；謝震廷憑藉專輯獲頒第27屆金曲獎最佳新人獎。

## 背景與概念
謝震廷於2007年參加中視歌唱選秀節目《超級星光大道》以第8名畢業，是當時最年幼的參賽者，比賽期間因父母離異，是其個性改變最大的時期。2012年正式簽約公司，經紀人帶他就診才知罹患輕微憂鬱症，透過書與環島旅行才逐漸走出。
專輯《查理》名稱源自於美國科幻小說《獻給阿爾吉儂的花束》主角名字，故事描述心智障礙者查理（Charlie）在腦部手術後成為天才，後來又衰退回到智能障礙的過程，謝震廷表示自己與書中主角查理相同，「想要變聰明，但真的變聰明，卻又發現跟他想像中的不一樣」，找到成長的投射。謝震廷將書中查理在手術前後書寫的進步報告「Progress Report」作為專輯副標題，如同他在音樂發表平台街聲中公開的作品皆以日期為曲名，比喻他使用音樂所書寫的成長日誌，他透過專輯總結自己的成長，並希望大家「長大成人之後，不要遺失掉兒時的單純」。

## 歌曲
謝震廷參與《查理》全部歌曲的創作，整張專輯費時三年，他稱自己沒有最喜歡專輯中的哪一首歌曲，「生了小孩沒有說偏愛哪個，並沒有最高級或比較級」，而是喜歡這整張專輯。編曲上與黃少雍、陳君豪、柯智棠、羅恩妮、蔡政勳等人合作，有別於以往以民謠吉他為主的風格，專輯還包括電子舞曲與搖滾類型的歌曲。歌曲〈走〉、〈You Found Me〉、〈燈光〉則使用簡單和弦及重複旋律營造情感層次，謝震廷稱自己「追求以最少的和弦創作歌曲」，期許自己的歌曲「簡單好聽」。
第一首〈走〉是關於「旅行與釋懷」的歌曲，歌曲創作時謝震廷因情緒低潮，寫不出滿意的詞因而邀請葛大為合作；在編曲中加入他在旅行中親自錄下的現場聲音，包括東京街道、花東海浪與蟲鳴、澳洲跨年晚會與機場人聲等，弦樂編曲部分則與電影配樂家羅恩妮合作，他形容〈走〉的整個製作是「療癒、回味無窮」的旅程；音樂錄影帶以動畫描寫其揹著吉他，「走」在音樂路上的意象，之後在臺灣6個城市開始「走」環島巡演活動。
主打曲〈燈光〉與蔡政勳共同創作，歌曲是謝震廷為紀念於2013年自殺的友人而寫，他表示沒能察覺這位總是正能量，如同光一般的友人背後的陰影，令他「非常遺憾與後悔」。歌曲獲樂評讚賞主歌醞釀利於融入歌曲情境。第四首〈You Found Me〉是一首搖滾風格歌曲。
第五首〈死地活賴〉曲名意為「Still Alive」，描寫現今社會及網路亂象，編曲由擅長電子音樂的黃少雍負責。〈吳麗的歌〉歌曲名稱取自諧音「無力的歌」，謝震廷表示這首歌就是「在發牢騷」，近年來多起社會事件，沒有有效解決方案且民眾情緒容易被煽動，年輕一代總消極地面對這些亂象，他稱歌曲是個求救訊號，盼望著能有人挺身而出，他形容歌曲「自溺但誠實」。第九首〈你的行李〉是謝震廷在16歲時，以父親的視角寫給母親的歌曲，描寫父母之間「愛逞強」的感情。

## 反響
第27屆流行類金曲獎評審賈培德稱專輯概念完整，並讚賞道「出色的歌曲結構及編曲搭配」。騰訊娛樂的樹娃認為謝震廷擁有個人特色，同時讚賞歌曲旋律、編曲與唱腔「三位一體」的融合。欣傳媒的阿哼卻有不同看法，他認為謝震廷的嗓子「太暖」，在批判社會的歌曲中令人「提心吊膽」。銷售部分，截至2016年5月專輯售出約3,000張。
| 典禮              | 授獎日期      | 獎項             | 提名項目                      | 結果  | 參     |
| ----------------- | ------------- | ---------------- | ----------------------------- | ----- | ------ |
| Freshmusic Awards | 2016年6月19日 | 最佳新人         | 謝震廷《查理Progress Report》 | 第3名 | [ 18 ] |
| Freshmusic Awards | 2016年6月19日 | 年度十大單曲     | 〈燈光〉                      | 獲獎  | [ 18 ] |
| Freshmusic Awards | 2016年6月19日 | 年度十大專輯     | 《查理Progress Report》       | 獲獎  | [ 18 ] |
| 金曲獎            | 2016年6月25日 | 最佳國語專輯獎   | 《查理Progress Report》       | 提名  | [ 19 ] |
| 金曲獎            | 2016年6月25日 | 最佳單曲製作人獎 | 謝震廷、蔡政勳燈光            | 提名  | [ 19 ] |
| 金曲獎            | 2016年6月25日 | 最佳新人獎       | 謝震廷《查理Progress Report》 | 獲獎  | [ 20 ] |

## 超級星光大道 星光傳奇賽
當中有一首歌曲，曾在超級星光大道 星光傳奇賽參賽期間演唱過。
| 曲序 | 曲目     | 超級星光大道          |
| ---- | -------- | --------------------- |
| 9    | 你的行李 | 2010年6月4日（第3集） |

## 曲目列表
| 《查理Progress Reports》 | 《查理Progress Reports》               | 《查理Progress Reports》 | 《查理Progress Reports》 | 《查理Progress Reports》 | 《查理Progress Reports》 |
| 曲序                     | 曲目                                   |                          | 编曲                     | 製作人                   | 时长                     |
| ------------------------ | -------------------------------------- | ------------------------ | ------------------------ | ------------------------ | ------------------------ |
| 1.                       | 走 Roam                                | 葛大為                   | 謝震廷、羅恩妮           | 陳君豪                   | 6:22                     |
| 2.                       | 燈光 Light                             |                          | 謝震廷、田雅欣           |                          | 4:51                     |
| 3.                       | 很想很想你 Innermost Missing           | Voice                    | 蔡政勳                   |                          | 4:04                     |
| 4.                       | You Found Me                           |                          | ZT Project               |                          | 3:28                     |
| 5.                       | 死地活賴 Still Alive                   | Voice                    | 黃少雍                   |                          | 4:18                     |
| 6.                       | 吳麗的歌 Worry Song                    |                          | 謝震廷                   |                          | 3:38                     |
| 7.                       | 濕了分寸 Losing My Ground              |                          | 陳君豪、謝震廷、程杰     | 陳君豪                   | 4:39                     |
| 8.                       | 忘記 Haunting Melody                   |                          | ZT Project               |                          | 4:11                     |
| 9.                       | 你的行李 Your Belongings（徐靖玟客串） |                          | 謝震廷                   |                          | 4:02                     |
| 10.                      | 查理 Flowers for Algernon              | Voice                    | 謝震廷、羅恩妮           |                          | 4:31                     |
| 总时长：                 | 总时长：                               | 总时长：                 | 总时长：                 | 总时长：                 | 44:31                    |

## 製作名單
製作名單來自唱片內頁說明文字。
- 謝震廷－吉他（曲目1、2、6－9）、電吉他（曲目4、5）
- 黃亮傑－鼓（曲目1、4－6、8）
- 江尚謙－鼓（曲目1）
- 李達文－鼓（曲目1）
- 蔡政勳－鋼琴（曲目1、2、3）、弦樂編寫（曲目9）
- 蘇子茵－弦樂協力製作（曲目1、10）、小提琴（曲目1、10）、中提琴（曲目10）
- 楊敏奇－弦樂協力製作（曲目1）
- 羅景鴻－小提琴（曲目1）
- 薛媛云－小提琴（曲目1）、中提琴（曲目1）
- 范宗沛－大提琴（曲目1）、中提琴（曲目9）
- 田雅欣－鍵盤（曲目2）
- 劉涵－大提琴（曲目2、3、6、9）
- 陳紀烽－電貝斯（曲目2、3）
- 蔡耀宇－小提琴（曲目3）
- 唐維璠－電吉他（曲目4、8）
- 簡道生－電貝斯（曲目4、8）
- 余燦宇－鼓技師（曲目4）
- 黃少庸－鍵盤（曲目5）
- 程杰－電貝斯（曲目6）

- 蔡政勳－錄音
- 鄭皓文－錄音（曲目1）
- 楊敏奇－錄音（曲目1、6）
- 王永鈞－錄音（曲目1、4、6、8）
- 陳君豪－錄音（曲目1、6）、吉他與器材指導（曲目4、5）、鍵盤（曲目7）、母帶後期製作
- 黃文萱－混音（曲目2、3、5－9）
- 陳以霖－錄音（曲目10）
- 泰德·贊臣（英语：Ted Jensen）－母帶後期混音

| 和聲 - 謝震廷－和聲（曲目1、4、5、8、9） - 黃亮傑－和聲（曲目1） - 李雅微－和聲（曲目1、5）、和聲編寫（曲目5） - 劉雅菁－和聲（曲目1） - 徐靖玟－和聲（曲目1、8） - 詹于萱－和聲（曲目1） - 宋念宇－配唱製作（曲目3）、和聲編寫（曲目4） | 設計 - 何政霖－音樂錄影帶 - 林哲旭－音樂錄影帶 - 郭欣翔－音樂錄影帶 - 陳政彥－音樂錄影帶 - 林杰－音樂錄影帶 - 小子－封面設計 - 薑母揚－封面設計 - 袁祥豪－攝影 | - 吳盈萱－造型 - ELVISS LEE 貓王－造型 - Louis 唐威－造型 - 翁與盛－造型 - 瑤瑤－化妝 - 咪咪－化妝 - Hungyi Lu－化妝 - 邱柏頷－文案 |  |

## 引用來源
1. ↑  蔡琛儀. . 自由時報電子報. 2016-01-25  [2017-08-23]. （原始内容存档于2018-11-01）.
2. 1 2  . 自由時報電子報. 2016-06-07  [2017-08-23]. （原始内容存档于2018-11-01）.
3. ↑  蔡琛儀. . 自由時報電子報. 2016-06-09  [2017-08-23]. （原始内容存档于2018-11-01）.
4. 1 2 3 4  戴居. . 台灣搖滾映像誌. 台灣音樂記錄社. 2016-01-17  [2018-03-15]. （原始内容存档于2018-03-15）.
5. 1 2 3 4  史奎而. . My Music. 2016-06-24  [2018-03-15]. （原始内容存档于2017-06-12）.
6. 1 2 3 4 5 6 7  . udn STYLE. 《ELLE》. 2016-08-14  [2018-03-15]. （原始内容存档于2016-08-17）.
7. ↑  邱怡茹. . 2015-10-22  [2018-03-15]. （原始内容存档于2018-11-01）.
8. ↑  JESSIE C. . 2016-03-24  [2018-03-15]. （原始内容存档于2018-11-24）.
9. 1 2 3 4  苇丛. . 落網. 2016-07-12  [2018-11-01]. （原始内容存档于2016-10-28）.
10. ↑  Shock Lin. . Blow 吹音樂. 2015-05-25  [2018-03-15]. （原始内容存档于2015-05-30）.
11. ↑  . Yahoo!奇摩新聞. 2015-05-12  [2018-03-15]. （原始内容存档于2018-11-01）.
12. 1 2  . 關鍵評論網. 2016-06-02  [2018-03-15]. （原始内容存档于2016-06-03）.
13. 1 2  . QQ音樂. 2016-07-07  [2018-10-18]. （原始内容存档于2018-10-18）.
14. ↑  . 關鍵評論網. 2016-06-30  [2018-03-15]. （原始内容存档于2017-06-29）.
15. ↑  树娃. . 騰訊娛樂. 2016-05-26  [2018-11-01]. （原始内容存档于2018-11-24）.
16. ↑  阿哼. . 欣傳媒. 2016-04-12  [2018-03-15]. （原始内容存档于2016-11-27）.
17. ↑  尤嬿妮、黃雯犀. . 中時電子報. 2016-05-15  [2018-03-15]. （原始内容存档于2016-07-19）.
18. ↑  欣音樂. . 欣傳媒. 2016-06-23  [2018-11-30]. （原始内容存档于2019-06-05）.
19. ↑  . 金曲27. 文化部影視及流行音樂產業局.   [2018-11-20]. （原始内容存档于2016-10-27）.
20. ↑  蕭方綺. . 中時電子報. 2016-06-26  [2018-03-15]. （原始内容存档于2016-06-26）.
21. 1 2   (CD). 謝震廷. 十全音樂. 2015. FE10004.
22. ↑  . iTunes. Apple Inc. 2016-01-08  [2018-10-26]. （原始内容存档于2018-10-26）.

## 外部連結
- 官網中的《查理》資訊 （页面存档备份，存于）